# Plagiometriona sahlbergi
Plagiometriona sahlbergi  (лат.) — вид жуков щитоносок (Cassidini) из семейства листоедов. Эндемик Южной Америки: Бразилия (Espirito Santo, Rio de Janeiro). Форма тела уплощённая. Растительноядный вид, питается растениями семейства паслёновые (Solanaceae: Cestrum bracteatum).